# 圣卡洛斯-德拉拉皮塔
圣卡洛斯-德拉拉皮塔，是西班牙加泰罗尼亚塔拉戈纳省的一个市镇。总面积53平方公里，总人口15245人（2013年），人口密度284人/平方公里。